# ماریان بریلوند
ماریان بریلوند (انگلیسی: Marianne Berglund؛ زادهٔ ۲۳ ژوئن ۱۹۶۳) دوچرخه‌سوار اهل سوئد است.